# 極東選手権競技大会自転車競技
極東選手権競技大会における自転車競技（きょくとうせんしゅけんきょうぎたいかいにおけるじてんしゃきょうぎ）は、1913年の第1回大会から1917年の第3回大会までの3大会において実施された。

## 歴代大会結果

### 第1回大会
- 開催地:フィリピン・マニラ

| 順位 | 名前                  |
| ---- | --------------------- |
| 1    | フィリピン カーレオン |

### 第2回大会
- 開催地:中国・上海

| 順位 | 名前          |
| ---- | ------------- |
| 1    | 日本 藤原正章 |

### 第3回大会
- 開催地:日本・東京

| 順位 | 名前                      |
| ---- | ------------------------- |
| 1    | 日本 池田清次郎           |
| 2    | 日本 藤原正章             |
| 3    | フィリピン アルタギエール |